# جوزيف-أرماند تشوكيت
جوزيف-أرماند تشوكيت هو فلاح وسياسي كندي، ولد في 24 يوليو 1905، وتوفي في 6 أبريل 1999. نشط حزبياً في Bloc populaire ‏. وقد انتخب عضو مجلس العموم الكندي.